# Eau
Eau trigráf, azaz hármasbetű a latin ábécében.

## Használata a francia nyelvben
A modern francia nyelvben gyakori betű, aminek kiejtése o (IPA /o/).